# Nelli Abramova
Pour les articles homonymes, voir Abramova.
Nelli Mikhaylovna Abramova (née le 18 août 1940 à Tcheliabinsk) est une joueuse soviétique de volley-ball. Elle a remporté la médaille d'argent aux Jeux olympiques d'été de 1964 avec l'équipe d'URSS de volley-ball féminin.